# MultiMode-Getriebe
Multimode-Getriebe (englisch: Multi Mode Transmission, MMT) ist ein Marketingbegriff, unter dem von Toyota und Renault jeweils ein Getriebe angeboten wird bzw. wurde.

## Toyota
Bei Toyota bezeichnet Multimode-Getriebe ein automatisiertes Schaltgetriebe. Bei dieser Technik wird ein 5- oder 6-Gang-Schaltgetriebe mit einer vollautomatischen Kupplungseinheit kombiniert, bei der ein Elektromotor die Kupplung betätigt und zwei weitere den Schaltvorgang. Das Kupplungspedal entfällt. Der Schalthebel erinnert an einen Automatikwahlhebel. Man kann mit diesem Getriebe wie mit einem herkömmlichen Schaltgetriebe fahren (Manuell, M), wobei die Gänge über den Schalthebel gewechselt werden (beim Toyota Auris und Yaris sind Gangwechsel auch über Schaltwippen am Lenkrad möglich). Weiterhin stehen ein Automatikmodus (E) und ein Sportmodus (Es) zur Verfügung. Hier wählt das Fahrzeug die Gänge automatisch und man erhält ein automatik-ähnliches Fahrverhalten. Da ein automatisiertes Schaltgetriebe anders als ein konventionelles Automatikgetriebe oder ein Doppelkupplungsgetriebe nicht lastschaltbar ist, kommt es beim Gangwechsel zu einer Zugkraftunterbrechung.
Automatisierte Schaltgetriebe erreichen im genormten Fahrzyklus einen geringeren Kraftstoffverbrauch als handgeschaltete Getriebe, weil sie früher hochschalten als der simulierte Fahrer im Fahrzyklus. Herkömmliche Automatikgetriebe mit hydraulischem Drehmomentwandler haben wegen dessen schlechtem Wirkungsgrad noch höhere Verbrauchswerte.
Das Getriebe ist im E-Modus auf möglichst große Treibstoffersparnis ausgelegt; es kommt vor, dass schon bei einer Motordrehzahl von 2000 Umdrehungen pro Minute hochgeschaltet wird. Im Es-Modus kann der Gangwechsel durch leichtes Lösen des Gaspedals beeinflusst werden, also praktisch mit dem Fuß geschaltet werden. Bei älteren Softwareversionen des MMT-Steuergerätes kam es gerade im Stadtverkehr manchmal dazu, dass bei Geschwindigkeiten zwischen 30 und 50 km/h häufig hin- und hergeschaltet wurde. Manche Fahrer störte es zudem, dass bei langsamer Fahrt, etwa beim Abbiegen in Wohngebieten ohne Änderung der Geschwindigkeit, plötzlich der erste Gang eingelegt wurde, was zu unangenehmen Hüpf-Effekten führen konnte.
Derzeit ist das Multimode-Getriebe nur noch verfügbar für den Aygo. Es gab das Getriebe auch für Corolla, Corolla Verso, Yaris und Auris.
Toyota verwendet statt des MultiMode-Getriebes in den Modellen ab Kleinwagen aufwärts ein Multidrive-S genanntes stufenloses Getriebe.

## Renault
Bei Renault wird in Clio V, Megane IV und Captur II seit 2020 jeweils eine Hybrid-Version mit Multi-Mode-Getriebe angeboten. In dem seriell-/parallelen Hybrid werden weite Teile der Funktionalität des Getriebes von 2 Elektromotoren und der elektronischen Steuerung übernommen. Das Getriebe selbst ist deshalb zwar automatisiert aber stark vereinfacht, z. B. kommt es mit weniger Gängen/Schaltstufen und ohne Synchronisation derselben aus. Beim Anfahren und niedrigen Geschwindigkeiten fährt das Fahrzeug rein elektrisch, angetrieben über einen 35 kW bis 50 kW starken Elektromotor. Der Verbrennungsmotor verfügt über einen getriebeseitig angebundenen 15 kW Startergenerator, mit dem bei niedrigen Geschwindigkeiten und niedrigem Ladezustand die Batterie geladen bzw. der elektrische Antriebsmotor mit Energie versorgt werden kann. Erst bei höheren Geschwindigkeiten wird der Verbrennungsmotor auch mechanisch zum Antrieb zugeschaltet, Startergenerator und elektrischer Antriebsmotor umgangen, um so von den geringeren Übertragungsverlusten des Stirnradgetriebes zu profitieren.